# István Antal (Eishockeyspieler, 1984)
István Antal (* 10. März 1984 in Miercurea Ciuc) ist ein ehemaliger rumänischer Eishockeyspieler und heutiger -trainer, der seine gesamte aktive Karriere beim SC Miercurea Ciuc verbrachte. Seit 2014 arbeitet er als Nachwuchstrainer bei den Löwen Frankfurt.

## Karriere

### Club
István Antal, der der Ungarisch sprechenden Minderheit der Szekler in Rumänien angehört, verbrachte seine gesamte Karriere als aktiver Spieler beim SC Miercurea Ciuc. In der Spielzeit 2002/03 debütierte er für den traditionsreichen Klub der Szekler in der rumänischen Eishockeyliga. 2004, 2007, 2008 und 2010 wurde er mit dem Klub rumänischer Meister. 2003, 2007, 2008 und 2010 gelang auch der Pokalsieg. Dazu konnte er mit seinem Team 2004 die Pannonische Liga, einen südosteuropäischen Eishockeywettbewerb, gewinnen. Neben den Einsätzen in der rumänischen Liga spielte er mit dem SC Miercurea Ciuc von 2006 bis 2008 auch in der ungarischen Liga und anschließend bis zu seinem Karriereende 2010 in der neugegründeten multinationalen MOL Liga.

### International
Im Juniorenbereich spielte Antal, der im Gegensatz anderen Szeklern nicht für Ungarn, sondern für sein Geburtsland Rumänien antrat, bei den U18-Weltmeisterschaften 2000 in der Europa-Division 1, 2001 in der Division III und 2002 in der Division II. Mit der rumänischen U20-Auswahl nahm er den Weltmeisterschaften der Division III 2002 sowie der Division II 2003 und 2004.
Mit der rumänischen Herren-Auswahl spielte er bei den Weltmeisterschaften der Division I 2007 und 2009. 2010 spielte er mit den Rumänen in der Division II.

### Trainerlaufbahn
Nachdem Antal bei der Weltmeisterschaft 2013 die ungarische U20-Auswahl in der Division II als Teammanager betreute und ein Jahr später Video Coach der ungarischen U18-Mannschaft bei der Weltmeisterschaft der Division I war, zog es ihn nach Frankfurt/Main, wo er seither das Training von Nachwuchsmannschaften der Löwen Frankfurt verantwortet.

## Erfolge
- 2001 Aufstieg in die Division II bei der U18-Weltmeisterschaft der Division III
- 2002 Aufstieg in die Division II bei der U20-Weltmeisterschaft der Division III
- 2003 Rumänischer Pokalsieger mit dem SC Miercurea Ciuc
- 2004 Rumänischer Meister mit dem SC Miercurea Ciuc
- 2004 Gewinn der Pannonischen Liga mit dem SC Miercurea Ciuc
- 2007 Rumänischer Meister und Pokalsieger mit dem SC Miercurea Ciuc
- 2008 Rumänischer Meister und Pokalsieger mit dem SC Miercurea Ciuc
- 2010 Rumänischer Meister und Rumänischer Pokalsieger mit dem SC Miercurea Ciuc

## MOL-Liga-Statistik
(Stand: Ende der Saison 2009/10)